# 翟翬
翟翬（Vic Chai，1949年1月3日—），臺灣男性媒體人，曾任廣播及電視節目製作人、中國電視公司新聞部主播。父親翟君石，河南省孟縣人，為劇作家及詩人，筆名鍾雷。女兒翟翾曾任中天電視新聞部記者兼假日主播、TVBS新聞部記者、TVBS頻道《新聞大白話》及《財經大白話》主持人。

## 經歷
- 1966年－1974年，歷任警察廣播電臺音樂節目《青春之歌》創始製作人兼主持人、警察廣播電臺音樂節目《風行歌選》製作人兼主持人。
- 1971年－2001年，歷任中國電視公司新聞部記者[1]、新聞部主播、新聞部採訪組組長、新聞部製作組組長、新聞部體育組組長、新聞部新聞節目組組長[2]、新聞部副理[3][4]，曾任《中視晚間新聞》主播、《中視午間新聞》製作人、《中視夜線新聞》創始製作人[5]、《中視新聞全球報導》製作人、《六十分鐘》製作人兼主持人、《新聞眼》製作人、《熱門新聞》主播[6]、《超越九十》主持人、《社會秘密檔案》製作人和體育主播。
- 1973年第9屆金鐘獎，包辦採訪、製作、主持的已故京劇演員蔣桂琴專題報導〈蔣桂琴的故事〉獲得電視金鐘獎新聞報導及時事評論性節目獎優等獎。
- 1993年4月，時任中視新聞部副理，帶領中視新聞部與新加坡廣播局（SBC）合作轉播辜汪會談。
- 1996年，擔任亞特蘭大奧運轉播主播。
- 2001年－2005年，擔任中視資訊科技副總經理。

## 外部連結
- 翟翬的Facebook專頁